# České Budějovice 3
České Budějovice 3 je část obce a katastrální území v Českých Budějovicích tvořená Pražským předměstím a někdejšími osadami Kněžské Dvory a Nemanice. Výměra katastrálního území činí 7,347 km². Na jihu je ohraničeno obvodem historického centra (České Budějovice 1), na západě řekou Vltavou, na severu železniční tratí a Rudolfovským potokem a na východě Rudolfovskou třídou. V části obce je evidováno 83 ulic a 2606 adres.
Jako část obce vznikla od 1. října 1970, kdy došlo k územní reorganizaci města, z částí Kněžské Dvory a Nemanice. Jako katastrální území je vedeno od roku 1971.

## Základní sídelní jednotky
České Budějovice 3 jsou tvořeny 14 základními sídelními jednotkami:
- U požární zbrojnice
- U hřbitova
- Sídliště Na pražské
- Za poliklinikou
- Na sadech
- U Pekárenské
- Zahrádky
- U pražské silnice
- Voříškův dvůr
- Kněžské Dvory
- Nemanice
- Dolní Světlíky
- Nemanický rybník
- U Čertíka